# Zespół obcej ręki
Zespół obcej ręki (lub zespół anarchicznej ręki, zespół dr. Strangelove'a) – zaburzenie polegające na przekonaniu pacjenta, że jedna z jego rąk nie należy do niego.

## Objawy
- przekonanie, że porażona ręka jest sprawna albo że należy do innej osoby
- traktowanie porażonej kończyny, jakby była przedmiotem i wyrażanie wobec niej uczucia lekceważenia, niechęci, nienawiści lub lęku
- poczucie braku kontroli nad ruchami obcej ręki (wywołuje to sytuacje, w których np. jedna ręka zapina guziki, a ręka „obca” je rozpina)

## Patogeneza
Zespół obcej ręki powodują zwykle uszkodzenia prawej półkuli mózgowej (głównie obszarów ciemieniowych). Prawdopodobnie w tych obszarach działa rodzaj filtru, który ustala wyraźną granicę między przestrzenią własnego ciała a przestrzenią zewnętrzną. Uszkodzenie tych obszarów powoduje zatarcie granicy między przestrzenią osobniczą a pozaosobniczą, w wyniku czego część własnego ciała może być traktowana jako część przestrzeni zewnętrznej.